# Ronald Drever
Ronald Drever   (Paisley, 26 d'octubre de 1931 - Edimburg, 7 de març de 2017) fou un físic escocès que va destacar en el camp de la detecció de les ones gravitacionals.
Drever es graduà a la Universitat de Glasgow el 1953 i s'hi doctorà el 1958. Des del 1972 el seu treball de recerca principal va estar relacionat amb la detecció de les ones gravitacionals. Introduí nous conceptes en el desenvolupament de l'interferòmetre làser per a la detecció d'ones gravitacionals, destacant una tècnica precisa per al control de la freqüència del làser utilitzada àmpliament en moltes aplicacions en la ciència i la tecnologia. El 1979, fou convidat a l'Institut Tecnològic de Califòrnia, Caltech, per iniciar un esforç experimental en el camp de la gravitació que el conduïren a la realització del projecte LIGO per a un observatori d'ones gravitacionals, juntament amb Rainer Weiss i Kip Thorne. El 2007 rebé el premi Einstein de l'American Physical Society per aquesta recerca conjuntament amb Weiss.